# وكالة البلح (فلم)
وكالة البلح هو فيلم مصري من إنتاج سنة 1982 من بطولة نادية الجندي وإخراج حسام الدين مصطفى عن قصة الكاتب نجيب محفوظ، سيناريو وحوار مصطفى محرم وإنتاج محمد مختار.

## قصة الفيلم
تعيش «نعمة الله» (نادية الجندي) في سوق وكالة البلح لبيع البضائع وقطع الغيار المستعملة. تزوجت نعمة الله أكثر من تاجر. وتستغل علاقتها ب«أمجد» الموظف الكبير الذي يمدها بأسرار الصفقات. لا تتورع عن إيذاء وقتل من ينافسها. يصل «عبد الله» (محمود ياسين) إلى الوكالة في محاولة للبحث عن عمل، ويلتحق بخدمة نعمة الله، التي تعجب به وتتزوجه وتجعله سيد الوكالة. يتولى عبد الله إدارة شئون الوكالة مما يثير غضب «عبدون» (محمود عبد العزيز) زوج نعمة الله السابق الذي يقوم بخدمتها بعد إفلاسه.
يكتشف عبد الله حقيقة نعمة الله وجرائمها فيتركها. ويتعرف على «ميرفت» (سمية الألفي) ابنة أمجد ويتزوجها، ويؤسس وكالة خاصة به بمساعدة أمجد. تحاول نعمة الله استعادة عبد الله لكنه يرفض فتنتقم منه بأن تدبر لقتل أمجد حتى لا يجد من يسانده. كما تحرض نعمة الله أعوانها على سرقة بضاعة عبد الله. يوهم عبد الله المرأة بعودته إليها ويستدرجها حتى تعترف بجرائمها وهو يسجل حديثها. تصل الشرطة ويتم القبض على نعمة الله. يمسك عبدون ببلطة-فأس ليقتل بها عبد الله انتقاما منه، لكن نعمة الله تفتديه وتلقى مصرعها أمام الجميع.
قصة الفيلم مأخوذة من قصة قصيرة للروائي نجيب محفوظ بعنوان «أهل الهوى».

## نجاح الفيلم
عرض الفيلم لأول مرة عام 1982 في دور السينما المصرية ليتصدر قائمة الإيرادات بعد أسبوع من عرضه. واحتل المركز الأول في العالم العربي[بحاجة لمصدر]. حاز الفيلم إعجابا وشهرة كبيرة مما جعل نادية الجندي النجمة الأعلى مبيعا في العالم العربي وتصبح نجمة شباك التذاكر، متعاونة مع المخرج حسام الدين مصطفى والكاتب نجيب محفوظ والسيناريست مصطفى محرم. مما جعل المنتج محمد مختار أكبر المنتجين في مصر والعالم العربي[بحاجة لمصدر].
ويعتبر الفيلم بداية نادية الجندي كبطلة مثيرة ومتلاعبة بعواطف الرجال لتكشف من خلال الأفلام عن تأثير ثنائية الجنس والسلطة.

## فريق العمل
- نادية الجندي بدور المعلمة نعمة الله.
- محمود ياسين بدور عبد الله.
- محمود عبد العزيز بدور العامل عبدون.
- وحيد سيف بدور المعلم رياض.
- سيد زيان بدور المعلم جحش.
- حافظ أمين بدور الشيخ مخلوف.
- سمية الألفي بدور مرفت.
- إخراج: حسام الدين مصطفى
- قصة: نجيب محفوظ
- سيناريو: مصطفى محرم
- حوار: شريف المنباوي
- إنتاج وتوزيع: محمد مختار
- مدة العرض: 125 دقيقة